# Diego Placente
Diego Rodolfo Placente (Buenos Aires, Argentina, 24. travnja 1977.) je argentinski bivši nogometaš i bivši nacionalni reprezentativac. S mladom argentinskom reprezentacijom je 1997. osvojio svjetsko prvenstvo.

## Karijera

### Klupska karijera
Placente je prije odlaska u Europu igrao za Argentinos Juniors i River Plate. 2001. godine je transferiran u Bayer Leverkusen. S klubom se 2002. borio za tri trofeja da bi Bayer u konačnici izgubio sva tri trofeja. U utrci za naslov prvaka Bundeslige pobijedila je Borussia Dortmund sa svega bodom prednosti, u finalu njemačkog kupa Bayer je poražen od Schalkea s 4:2 dok je u finalu Lige prvaka izgubio s 2:1 protiv Real Madrida.
Tek je odlaskom u francuski Girondins Bordeaux, Placente osvojio prve klupske trofeje odnosno Ligue 1 te francuski Liga kup i Superkup.
2010. godine igrač se po treći puta vraća u San Lorenzo dok je danas član Argentinos Juniorsa.

### Reprezentativna karijera
Diego Placente je s argentinskom U21 reprezentacijom 1997. osvojio svjetsko U21 prvenstvo u Maleziji. a iste godine je bio i juniorski prvak Južne Amerike. Od 2000. do 2005. igrao je za seniorsku reprezentaciju. S Argentinom je 2002. nastupao na Svjetskom prvenstvu u Japanu i Južnoj Koreji. Također, 2004. i 2005. je s reprezentacijom stigao do finala Copa Américe odnosno Kupa konfederacija.

## Privatni život
Igrač je u braku sa Židovkom te ga se zbog toga povezivalo s Maccabijem iz Tel Aviva. Međutim, Placente nije bio zainteresiran za odlazak u Izrael tako da transfer nikada nije realiziran.
Osim argentinskog, igrač ima i talijansko državljanstvo.

## Osvojeni trofeji

### Klupski trofeji
| Klub               | Trofej              | Sezona / godina |
| Francuska          | Francuska           | Francuska       |
| ------------------ | ------------------- | --------------- |
| Girondins Bordeaux | Francusko prvenstvo | 2008./09.       |
| Girondins Bordeaux | Francuski Liga kup  | 2009.           |
| Girondins Bordeaux | Francuski Superkup  | 2009.           |

### Reprezentativni trofeji
| Turnir                            | Trofej | Godina |
| --------------------------------- | ------ | ------ |
| Svjetsko juniorsko prvenstvo      | Zlato  | 1997.  |
| Južnoameričko juniorsko prvenstvo | Zlato  | 1997.  |
| Copa América                      | Srebro | 2004.  |
| Kup konfederacija                 | Srebro | 2005.  |

## Vanjske poveznice
- Službena web stranica Diega Placentea
- National Football Teams.com
- Soccerbase.com
- Leverkusen.com - Who is who